# I’m Going Slightly Mad
«I’m Going Slightly Mad» (в переводе с англ. — «Я слегка схожу с ума») — песня рок-группы Queen, написанная группой и Питером Стрейкером. Является второй по счёту записью в студийном альбоме 1991 года Innuendo.

## Видеоклип

Меркьюри среди нарциссов

Съёмки клипа проходили с 13 по 15 февраля 1991 года:85, к тому времени состояние здоровья Меркьюри серьёзно ухудшилось. Клип — как и остальные видео альбома Innuendo, снятые Руди Долезэлом и Хэннесом Роззахером из DoRo Production — показывает участников группы, необычно одетых и ведущих себя очень странно. Гитарист Брайан Мэй наряжен в костюм пингвина, барабанщик Роджер Тейлор ездит на трёхколёсном велосипеде (на словах «Нынче я езжу на трёх колёсах» [англ. I’m driving only three wheels these days]) и носит чайник на голове (строчка «Этот чайник выкипает» [англ. This kettle is boiling over]); за Меркьюри крадётся и преследует его человек в костюме гориллы; бас-гитарист Джон Дикон изображает шута. В середине видеоклипа у Меркьюри появляется парик из связки бананов, соответствующий строчкам «Я думаю, что я банановое дерево» (идиом. going bananas — «сходить с ума»).
«I’m Going Slightly Mad» — последнее видео Queen, в котором содержится значительный творческий вклад Меркьюри. Хотя вокалист был уже очень болен в то время, в «I’m Going Slightly Mad» он довольно подвижен, артистичен, эмоционален. В «These Are the Days of Our Lives» Фредди двигался уже с трудом.
Этот клип снят в чёрно-белых тонах (яркими элементами являются только шутовской колпак на голове Джона Дикона и цветастая ткань, вскидываемая Меркьюри); световые эффекты клипа и нелепый персонаж Меркьюри, сильно загримированный и в парике, помогли замаскировать болезненный вид Фредди. В конце видео лестница, на которую поднимается Джон Дикон, исчезает, затем исчезает сам Джон, оставляя лишь шутовской колпак, и экран постепенно гаснет.